# Смит Бриндл, Реджинальд
Реджинальд Смит Бриндл (англ. Reginald Smith Brindle; 1917—2003) — английский композитор и автор книг по теории и истории музыки XX века.

## Жизнь и творчество
Начал учиться игре на фортепиано с шести лет. Постепенно также освоил кларнет, саксофон и гитару (как гитарист был даже награждён премией журнала «Melody Maker»). Под давлением со стороны родителей начал изучать архитектуру. В молодости серьёзно интересовался джазом, профессионально играя на саксофоне. Однако после посещения концерта органной музыки в Честерском соборе в 1937 году был впечатлён настолько, что сразу же взялся учиться играть на органе и изучать теорию композиции.
Большую часть Второй мировой войны провёл в Африке и Италии, служа сапёром. В эти годы пережил новую волну интереса к гитаре, инструменту, для которого впоследствии написал большое число сочинений.
После войны возобновил свои штудии теории композиции. Первых успехом стала победа на итальянском конкурсе композиторов, где Смит Бриндл представил свою «Фантазию-пассакалью» (1946). С 1946 по 1949 изучал музыку в Университетском колледже северного Уэльса.
В 1949 отправился в Италию для получения дальнейшего образования. Занимался в Национальной академии Санта Чечилия у Ильдебрандо Пиццетти, а также брал частным образом уроки у Луиджи Даллапикколы. В те годы был близок флорентийской додекафонной школе, неформально объединившей вокруг Даллапикколы ряд композиторов. Тесно общался с Бартолоцци, Буссотти, Берио.
До начала 1960-х придерживался додекафонного языка с элементами тонального мышления (см. например его «Вариации на тему Даллапикколы», 1955) и экспрессионизма (в духе ранних Берио и Буссотти). К концу 1960-х от сериализма отошёл, неожиданно для многих став писать исключительно для ударных инструментов и столь же неожиданно это делать прекратив. Следующий этап прошёл под знаком сонорики и роста интереса к электронной музыке. От электроники также быстро отдалился, вернувшись к традиционным инструментам и оркестру. В последние годы тяготел к своеобразному синтезу архаики и алеаторики.
Наиболее известен своей гитарной музыкой. В числе ключевых сочинений «Золотой Полифем» (1956), пять гитарных сонат (1948—1979), «Вариации на две темы И.С. Баха» (1970), «Гитаркосмос» (1976—1977) и др. Автор одной оперы «Смерть Антигоны» (премьера состоялась в Оксфорде в 1971 году).
Был знатоком итальянской музыки XX века, автором многочисленных публикаций в итальянской и англоязычной периодике о её актуальных вопросах. Из книг Смита Бриндла широко известны его руководства «Серийная композиция» (1966) и «Современные ударные инструменты» (1970), а также работа «Новая музыка: авангард после 1945» (1987). Был редактором английского издания книги Бартолоцци «Новые звуки для деревянных духовых». Также является автором перевода на английский язык либретто мистерии Даллапикколы «Иов» (1960).
С середины 1930-х активно занимался живописью. Работы неоднократно выставлялись в Лондоне и других городах.